# Axel F
Singles de Harold Faltermeyer
"The Race Is On" / "Starlight Express"
(1987)
Axel F est une pièce instrumentale écrite et interprétée par Harold Faltermeyer pour le film Le Flic de Beverly Hills, sorti en 1984.
Sa reprise la plus connue est celle de Crazy Frog, qui sort en single le 17 février 2005, sous le label Ministry of Sound. Il s'agit du premier single extrait de l'album Crazy Frog Presents Crazy Hits.

## Version originale de Harold Faltermeyer

### Classement hebdomadaire
| Classement (1985)                               | Meilleure position |
| ----------------------------------------------- | ------------------ |
| Allemagne (Media Control AG)                    | 2                  |
| Australie (Kent Music Report)                   | 7                  |
| Autriche (Ö3 Austria Top 40)                    | 4                  |
| Belgique (Flandre Ultratop 50 Singles)          | 2                  |
| Belgique (Flandre VRT Top 30)                   | 2                  |
| Canada (100 Singles)                            | 2                  |
| Canada (Adult Contemporary)                     | 1                  |
| Canada (CHUM)                                   | 2                  |
| États-Unis (Adult Contemporary)                 | 1                  |
| États-Unis (Billboard Hot 100)                  | 3                  |
| États-Unis (Cash Box)                           | 3                  |
| États-Unis (Hot Black Singles)                  | 13                 |
| États-Unis (Hot Dance Club Play)                | 1                  |
| États-Unis (Hot Dance Music/Maxi-Singles Sales) | 1                  |
| Europe (Eurochart Hot 100)                      | 1                  |
| Irlande (IRMA)                                  | 1                  |
| Nouvelle-Zélande (RMNZ)                         | 5                  |
| Pays-Bas (Nederlandse Top 40)                   | 1                  |
| Pays-Bas (Single Top 100)                       | 2                  |
| Pologne (Classements Singles)                   | 40                 |
| Royaume-Uni (UK Singles Chart)                  | 2                  |
| Suède (Sverigetopplistan)                       | 18                 |
| Suisse (Schweizer Hitparade)                    | 2                  |

| Classement (1985)              | Position |
| ------------------------------ | -------- |
| Australie (Kent Music Report)  | 53       |
| Belgique (Flandre Ultratop 50) | 22       |
| Canada (100 Singles)           | 30       |
| États-Unis (Billboard Hot 100) | 61       |
| États-Unis (Cash Box)          | 43       |
| Pays-Bas (Nederlandse Top 40)  | 15       |
| Suisse (Schweizer Hitparade)   | 15       |

| Pays              | Certification | Date             | Ventes  |
| ----------------- | ------------- | ---------------- | ------- |
| Canada (CRIA)     | Or            | 1er juillet 1985 | 5 000   |
| Royaume-Uni (BPI) | Argent        | 1er juin 1985    | 200 000 |

## Reprise de Crazy Frog
Singles de Crazy Frog
Popcorn
(2005)

### Liste des pistes
Australie
1. Axel F (Radio Edit) — 2:54
2. Axel F (Club Mix) — 6:23
3. Axel F (Club Mix Instrumental) — 6:23
4. In the 80's — 3:29

Royaume-Uni
1. Axel F (Radio Edit)
2. Axel F (Bounce Mix)
3. Axel F (Bounce Mix Instrumental)
4. Axel F (Reservoir Frog Remix)
5. Axel F (Video)

### Classements et certifications
| Classement (2005)                       | Meilleure position |
| --------------------------------------- | ------------------ |
| Allemagne (Media Control AG)            | 3                  |
| Australie (ARIA)                        | 1                  |
| Autriche (Ö3 Austria Top 40)            | 2                  |
| Belgique (Flandre Ultratop 50 Singles)  | 1                  |
| Belgique (Wallonie Ultratop 50 Singles) | 1                  |
| Danemark (Tracklisten)                  | 1                  |
| Espagne (PROMUSICAE)                    | 1                  |
| États-Unis (Billboard Hot 100)          | 50                 |
| États-Unis (Hot Dance Club Play)        | 7                  |
| États-Unis (Hot Digital Songs)          | 19                 |
| États-Unis (Latin Tropical Airplay)     | 37                 |
| États-Unis (Pop 100)                    | 34                 |
| États-Unis (Pop 100 Airplay)            | 42                 |
| États-Unis (Rhythmic Top 40)            | 28                 |
| États-Unis (Top 40 Mainstream)          | 40                 |
| Europe (Eurochart Hot 100)              | 1                  |
| Finlande (Suomen virallinen lista)      | 2                  |
| France (SNEP)                           | 1                  |
| Irlande (IRMA)                          | 1                  |
| Italie (FIMI)                           | 4                  |
| Japon (Oricon)                          | 46                 |
| Norvège (VG-lista)                      | 1                  |
| Nouvelle-Zélande (RMNZ)                 | 1                  |
| Pays-Bas (Nederlandse Top 40)           | 7                  |
| Pays-Bas (Single Top 100)               | 3                  |
| Royaume-Uni (UK Singles Chart)          | 1                  |
| Suède (Sverigetopplistan)               | 1                  |
| Suisse (Schweizer Hitparade)            | 1                  |

| Classement (2005)               | Position |
| ------------------------------- | -------- |
| Australie (Dance Singles)       | 1        |
| Australie (Top 100 Singles)     | 4        |
| Autriche (Ö3 Austria Top 40)    | 17       |
| Belgique (Flandre Ultratop 50)  | 2        |
| Belgique (Wallonie Ultratop 40) | 1        |
| Espagne (Promusicae)            | 2        |
| France (Classement Singles)     | 2        |
| France (Club 50)                | 23       |
| France (Digital)                | 7        |
| Irlande (IRMA)                  | 4        |
| Nouvelle-Zélande (RIANZ)        | 1        |
| Pays-Bas (Nederlandse Top 40)   | 33       |
| Pays-Bas (Single Top 100)       | 42       |
| Royaume-Uni (UK Singles Chart)  | 3        |
| Suisse (Schweizer Hitparade)    | 2        |

| Classement (2000–2009)         | Position |
| ------------------------------ | -------- |
| Australie (Top 100 Singles)    | 52       |
| Royaume-Uni (UK Singles Chart) | 65       |

| Classement                      | Position |
| ------------------------------- | -------- |
| Belgique (Wallonie Ultratop 40) | 42       |
| Nouvelle-Zélande (RIANZ)        | 18       |
| Suède (Sverigetopplistan)       | 100      |

#### Certifications et ventes
| Pays                | Certification | Date              | Ventes certifiées | Ventes physiques | Ventes digitales |
| ------------------- | ------------- | ----------------- | ----------------- | ---------------- | ---------------- |
| Australie           | 2 × Platine   | 2005              | 140 000           |                  |                  |
| Belgique (Flandre)  | 2 × Platine   | 10 septembre 2005 | 100 000           |                  |                  |
| Belgique (Wallonie) | 2 × Platine   | 10 septembre 2005 | 100 000           |                  |                  |
| Danemark            | Or            | 22 novembre 2005  | 4 000             |                  |                  |
| États-Unis          | Or            | 12 décembre 2005  | 500 000           |                  |                  |
| France              | Diamant       | 1er décembre 2005 | 1 294 379         | 1 265 579        | 28 800           |
| Nouvelle-Zélande    | 2 × Platine   | 2005              | 30 000            |                  |                  |
| Royaume-Uni         | Or            | 2 septembre 2005  | 400 000           |                  |                  |
| Suède               | Platine       | 2005              | 40 000            |                  |                  |
| Suisse              | Platine       | 2005              | 40 000            |                  |                  |